# Саурин, Алексей Иванович
Алексей Иванович Саурин (род. 24 февраля 1950 года) — российский государственный деятель, глава администрации города Балаково (1997—2001).

## Биография
Родился в селе Каргашино Зубово-Полянского района Мордовской АССР.
1965—1967 — учащийся ГПТУ № 6, г. Балаково, Саратовская область.
1967—1968 — слесарь Балаковского комбината химического волокна, Саратовская область.
1968—1970 — служба в Советской Армии.
1970—1975 — помощник мастера Балаковского комбината химического волокна, Саратовская область.
1975—1990 — мастер, технический руководитель, начальник Балаковского сплавного участка «Волголесосплав», Саратовская область.
В 1984 году окончил Саратовский сельскохозяйственный институт им. Вавилова по специальности «лесное хозяйство», позднее получил степень кандидата экономических наук.
В 1990—1996 годы работал в МПП «Волжские зори» (город Балаково), с 1993 года — генеральный директор предприятия.
В январе 1997 года 70 % голосов избирателей избран главой администрации города Балаково.
В 2000 году был помещён в следственный изолятор; в его защиту выступил Вячеслав Володин.
16 января 2001 распоряжением губернатора Саратовской области Дмитрия Аяцкова отстранён от занимаемой должности.
В 1998—2000 годах также являлся президентом футбольного клуба «Балаково».
В период 2001—2004 — руководитель Департамента по охране и развитию охотничьих ресурсов Министерства сельского хозяйства Российской Федерации. C 2004 года — заместитель Руководителя Федеральной службы по ветеринарному и фитосанитарному надзору.
Действительный государственный советник Российской Федерации 2 класса.
Награждён медалью ордена «За заслуги перед Отечеством» II степени, медалью «За воинскую доблесть». Имеет Благодарность Президента Российской Федерации за большой вклад в строительство спортивных сооружений и успешное проведение чемпионатов по водно-лыжному спорту в городе Балаково Саратовской области (1999). Почётные звания: «Почётный строитель России», «Почётный работник общего образования Российской Федерации».